# Мияко (авизо)
Мияко — японское авизо. Строилось по программе 1892 года. Корабль аналогичен английским шлюпам того времени. Из-за долгой постройки не смог принять участия в войне с Китаем.
Участвовал в блокаде Порт-Артура. Погиб на русской мине 1 (14) мая 1904 года к северо-востоку от Порт-Артура в точке 39°02′00″ с. ш. 121°22′30″ в. д., спаслось всего 8 человек.
После войны корпус поднят и сдан на слом.